# Raleigh megye (Nyugat-Virginia)
Raleigh megye az Amerikai Egyesült Államokban, azon belül Nyugat-Virginia államban található. Megyeszékhelye és legnagyobb városa Beckley. Lakosainak száma 74 591 fő (2020. április 1.). Raleigh megye Kanawha, Boone, Wyoming, Mercer, Summers és Fayette megyékkel határos.

## Népesség
A megye népességének változása:
| Lakosok száma | 78 913 | 79 259 | 79 177 | 78 833 | 77 510 | 74 591 |
|               | 2010   | 2011   | 2012   | 2013   | 2015   | 2020   |